# Nazionale maschile under 18 di pallacanestro degli Stati Uniti d'America
La nazionale di pallacanestro statunitense Under-18 è una selezione giovanile della nazionale statunitense di pallacanestro, ed è rappresentata dai migliori giocatori di nazionalità statunitense di età non superiore ai 18 anni.
Partecipa a tutte le manifestazioni internazionali giovanili di pallacanestro per nazioni gestite dalla FIBA.

## Partecipazioni

### FIBA Americas Under-18 Championship for Men
- 1990 -  1°
- 1994 -  1°
- 1998 -  1°
- 2002 -  3°
- 2006 -  1°

- 2008 -  2°
- 2010 -  1°
- 2012 -  1°
- 2014 -  1°
- 2016 -  1°

### Manifestazioni minori
- Torneo Albert Schweitzer: 10

1973, 1975, 1977, 1981, 1985, 1987, 1989, 1993, 1994, 1996